# Infinitum 2000 (revista)
Infinitum 2000 fue una revista de cómics quincenal de la editorial Producciones Editoriales que se publicó en España a principios de los 80s (en pleno esplendor del denominado boom del cómic adulto en España), con un precio inicial de 60 pesetas. Aunque no tuvo un gran respaldo cerró después de 32 números.

## Contenido
Perteneció a la oleada de revistas que aparecieron aprovechando el éxito de las ediciones españolas del material Warren Publishing. Su contenido era de género fantástico y de ciencia ficción, algunas historietas habían sido editadas anteriormente en revistas de la misma editorial o vinculadas a Editorial Ferma. 
En Infinitum 2000 se publicaron obras primerizas de Enrique Sánchez Abulí, Auraleón, Carlos Ezquerra o Víctor Barba Pizarro junto con material de otros dibujantes no tan conocidos pero con larga trayectoria como Carlos Vila, José Luis Ferrer, Josep Gual i Tutusaus, Elías Úrbez, Tomás Porto o Esteve Polls. Entre sus páginas también se publicaron series como el El Inmortal de Paolo Ongaro o el Tenax de José María Ortiz. Además de dibujantes como Esteban Maroto, Vicente Segrelles, Antonio Bernal, Vicente Ballestar y Alfonso Azpiri  la editorial utilizó fragmentos de obras de artistas reconocidos como Chris Foss, Jim Burns, Angus McKie, Tony Roberts, Bob Layzell o Tim White para ilustrar sus portadas.

## Enlaces
- ficha en tebeoesfera
- José Luis Ferrer en lambiek (en inglés).
- Carlos Vila en lambiek (en inglés).
- Tomás Porto en lambiek (en inglés).
- José María Ortiz en lambiek (en inglés).
- Esteve Polls en lambiek (en inglés).

- Datos: Q5915730